# 南房總國定公園
南房總國定公園（日语：／ Minami-Bōsō Kokutei Kōen），是位在日本千葉縣的國定公園。1958年8月1日指定。面積5,670ha。
公園大半為海岸部，但有飛地在內陸部。海岸部包含了內房富津岬至外房太東崎的海岸線，勝浦設有海域公園。由於海岸線多沙灘，又鄰近首都圈，因此有許多海水浴場及別墅地、渡假村等。另外，受惠於溫暖氣候，花卉栽培也十分興盛。
內陸部有縣立自然公園升格的鹿野山及清澄山。
九十九里濱雖然不在國定公園範圍內，但已劃為縣立自然公園。九十九里濱北方的屏風浦海岸一帶則是水鄉筑波國定公園範圍。

## 海域公園
- 勝浦（日语：勝浦海中公園） （1974年6月7日指定）

## 主要景點
- 內房

富津岬
鋸山
洲崎燈塔
平砂浦
- 外房

白濱
太海
鴨川
小湊
鵜原
御宿
- 內陸部

鹿野山（母親牧場）
清澄山（清澄寺）

## 關連市町村
- 千葉縣 - 富津市、君津市、館山市、勝浦市、鴨川市、鋸南町、南房總市、夷隅市、大多喜町、御宿町

## 集團設施地區、自然中心
| 地區名 | 面積   | 所在地         | 使用人數（人） |
| ------ | ------ | -------------- | -------------- |
| 大房岬 | 47.5ha | 千葉縣南房總市 | 160,000        |
| 館山   | 13.1ha | 千葉縣館山市   | 623,000        |

## 關連項目
- 國定公園